# Гуламов, Бахтияр Абиль оглы
Бахтияр Абиль оглы Гуламов, в некоторых источниках встречается неправильный вариант написания имени Бахтияр Куламов (азерб. Bəxtiyar Abil oğlu Qulamov; 10 июля 1949 — 7 января 2014) — советский футболист и азербайджанский тренер, играл на позиции защитника в футбольном клубе «Нефтчи Баку». Мастер спорта СССР. После завершения карьеры работал на тренерской ниве, был вице-президентом и исполняющим обязанности главного тренера ФК «Бакылы».

## Биография
Бахтияр Гуламов родился в Баку, где и провёл карьеру футболиста, выступая за местный клуб «Нефтчи» с 1972 по 1978 год. За это время он провёл 180 матчей (по некоторым данным 181) в различных лигах СССР и 14 поединков в кубке страны. В осенней части сезона 1976 года вместе с командой завоевал серебро первой лиги чемпионата СССР и получил право выступать в сильнейшем советском дивизионе.
После завершения карьеры футболиста работал тренером. С лета 2008 года занимал должность вице-президента футбольного клуба «Бакылы», а в конце октября того же года, после отставки наставника команды Надира Гасымова, начал исполнять обязанности главного тренера клуба.
7 января 2014 Бахтияр Гуламов умер в родном Баку.